# Krzysztof Zygmunt Pac

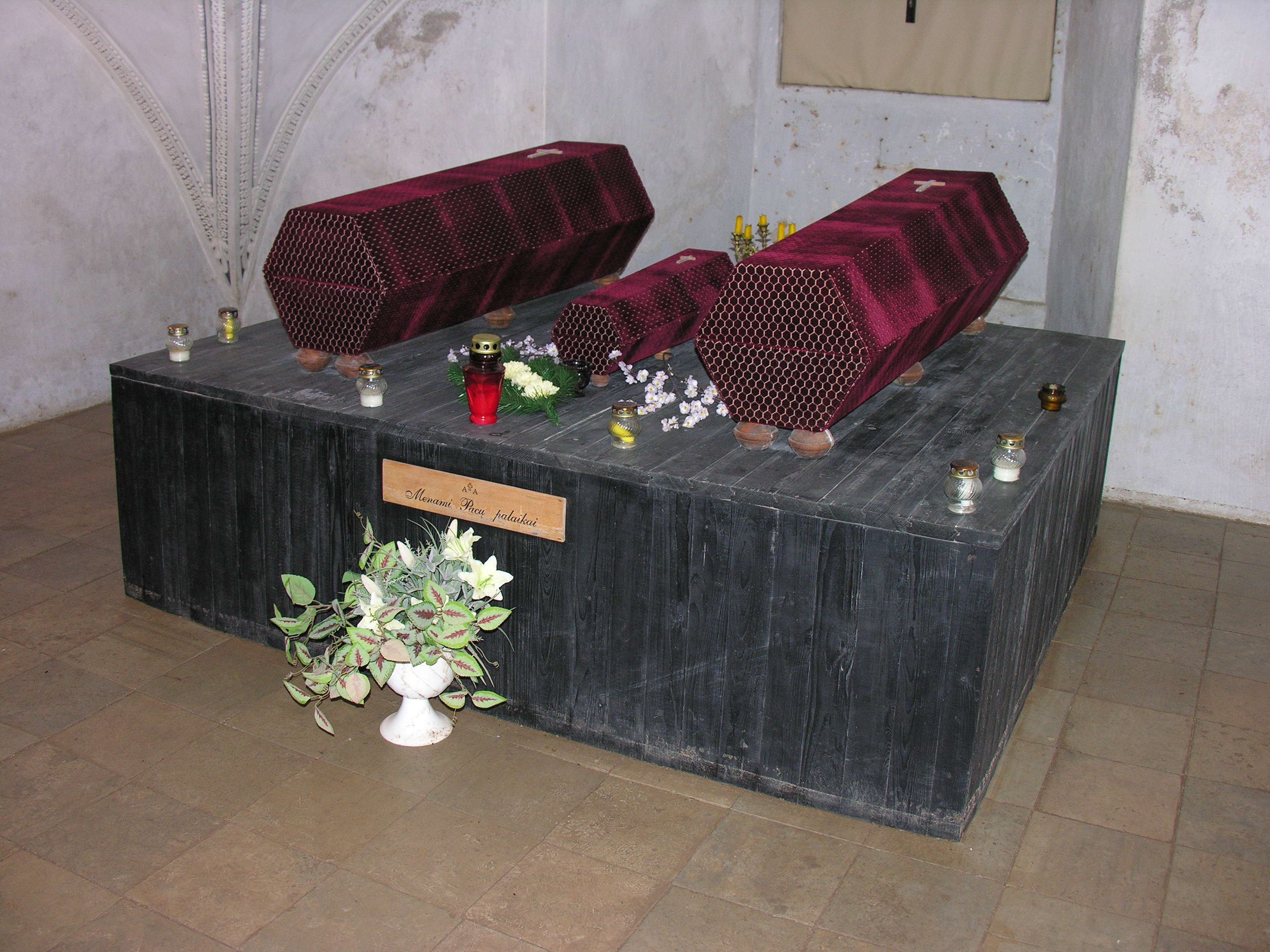
Trumny Krzysztofa Zygmunta Paca (z lewej), jego żony (z prawej) i syna w kościele klasztornym w Pożajściu

Krzysztof Zygmunt Pac herbu Gozdawa (ur. w 1621, zm. 10 stycznia 1684 w Warszawie) – kanclerz wielki litewski, marszałek Trybunału Głównego Wielkiego Księstwa Litewskiego w 1650 roku,, marszałek sejmu nadzwyczajnego w Brześciu Litewskim (od 24 marca do 7 kwietnia 1653), starosta piński, szadowski, wilkiski, wilkowiski, kozienicki, ostryński, tryski, ekonom grodzieński w latach 1670–1673, ekonom olicki w latach 1664–1684, dzierżawca starych myt Wielkiego Księstwa Litewskiego w latach 1668–1680, dzierżawca cła solnego litewskiego w latach 1671–1673, leśniczy niemonojcki.

## Życiorys
Był synem Stefana Paca, podkanclerzego litewskiego i podskarbiego wielkiego litewskiego. Odebrał staranne wykształcenie – studiował w Krakowie, Liège, a potem spędził 8 lat na Uniwersytecie w Perugii. Uzyskał z Rzymu pozwolenie na sprowadzenie Kamedułów do klasztoru w Pożajściu, którego był fundatorem.
W 1646 został chorążym wielkim litewskim. Poseł na sejm nadzwyczajny 1647 roku. Jako poseł na sejm konwokacyjny 1648 roku z powiatu kowieńskiego był członkiem konfederacji generalnej zawiązanej 31 lipca 1648 roku. Wyznaczony do rady wojennej w 1648 roku. Poseł na sejm koronacyjny 1649 roku. Poseł na sejm 1649/1650 roku z sejmiku wileńskiego. Na sejmie koronacyjnym 1649 roku wyznaczony z Koła Poselskiego komisarzem do zapłaty wojsku Wielkiego Księstwa Litewskiego. Poseł na sejm zwyczajny 1650 roku, sejm zwyczajny 1652 roku, sejm nadzwyczajny 1652 roku, sejm zwyczajny 1654 roku, poseł sejmiku kowieńskiego na sejm nadzwyczajny 1653 roku, poseł sejmiku trockiego na sejm nadzwyczajny 1654 roku, sejm nadzwyczajny 1655 roku. W 1655 otrzymał od króla Jana Kazimierza w dowód zasług dyplomatycznych (a także dzięki małżeństwu z damą dworu królowej) pieczęć mniejszą litewską. Popierał plany królowej Ludwiki Marii Gonzagi przeprowadzenia elekcji vivente rege.
Wykonawszy szereg funkcji politycznych i dyplomatycznych, został jednym z filarów stronnictwa francuskiego. W 1658 został kanclerzem wielkim litewskim. Jako reprezentant Litwy prowadził rokowania ze Szwecją, zakończone podpisaniem pokoju oliwskiego w 1660 roku. W 1661 roku otrzymał ze skarbu francuskiego 30 000 liwrów. W 1662 pobierał z kasy ambasadora francuskiego w Rzeczypospolitej Antoine de Lumbres'a pensję w wysokości 15 000 franków za poparcie planu elekcji vivente rege kandydata francuskiego Ludwiki Marii Gonzagi. Prowadził także pertraktacje z Rosją, doprowadził do podpisania rozejmu w Andruszowie w 1667 roku. W latach 1661–1663 brał udział w kampaniach wojennych przeciwko Rosji. Po śmierci królowej Ludwiki Marii stopniowo zmienił orientację polityczną na prohabsburską. Na sejmie abdykacyjnym 16 września 1668 roku podpisał akt potwierdzający abdykację Jana II Kazimierza Wazy. Po abdykacji Jana II Kazimierza Wazy w 1668 roku, popierał do polskiej korony kandydaturę carewicza Fiodora. Był członkiem konfederacji generalnej zawiązanej 5 listopada 1668 roku na sejmie konwokacyjnym. Podpisał pacta conventa Michała Korybuta Wiśniowieckiego w 1669 roku. Był jednym z przywódców partii dworskiej za panowania Michała Korybuta Wiśniowieckiego, obok Olszewskiego, głównym jego doradcą. Za czasów Jana III Sobieskiego stanął wraz z Michałem Kazimierzem Pacem na czele opozycji i dał się przekupić Austrii i Brandenburgii.
W 1672 poselstwo brandenburskie wręczyło mu łapówkę 500 dukatów.
W 1673 udało mu się przeforsować ustawę w sejmie, że co trzecie jego posiedzenie powinno mieć miejsce w Grodnie. Był członkiem konfederacji generalnej zawiązanej 15 stycznia 1674 roku na sejmie konwokacyjnym. Elektor Jana III Sobieskiego z powiatu kowieńskiego w 1674 roku. W czasie elekcji 1674 roku popierał do korony polskiej cara Rosji Aleksego Michajłowicza.
W roku 1654 poślubił Klarę Isabellę de Mailly, damę dworu królowej Ludwiki Marii, znaną z autorytatywnego charakteru. Miał z nią jedynego syna, który zmarł w wieku 8 lat. Ich rodzinny grób znajdujący się w kościele klasztornym w Pożajściu był wielokrotnie niszczony i profanowany, w roku 2003 ponownej ceremonii pochówku dopełnił biskup Kowna Sigitas Tamkevičius.
Swoją warszawską rezydencję ulokował w nowo zbudowanej (bądź przebudowanej ze starszego obiektu) willi na skarpie wiślanej, od pięknego widoku nazwanej Belwederem (z włoskiego „bel vedere”).